# ピロロン学園
『ピロロン学園』（ピロロンがくえん）は、日本テレビ系列で2012年4月11日から2012年9月19日まで水曜日23:58 - 翌0:53（JST、特別編成等で遅延の場合もあり）に放送されていたバラエティ番組。

## 概要
ピロロン学園の生徒6人が転校生ゲストと共にトーク・ゲーム・ロケコント企画を行う。
同局の『ダウンタウンのガキの使いやあらへんで!!』のスタッフの一部が制作を担当している。
番組内では、やたらと「ぼよよーん」の効果音が使われる。

## 出演者

### 生徒
- ブラックマヨネーズ（小杉竜一・吉田敬）
- ロッチ（コカドケンタロウ・中岡創一）
- ハリセンボン（近藤春菜・箕輪はるか）

### 先生
- 宇梶剛士（ウッカージ先生）

## 主な企画

### ピロロンUNO
- ルールは、カードゲーム「UNO」と基本的には同じ。カードには、ムチャぶりトークテーマ（例：「死ぬほど笑える話」など）が書かれており、カードを出せなかった人はカードに書かれているムチャぶりを行わなければならない。
- ムチャぶりトークを話しても、判定によってはシッペの刑を受けなければならない。
- 最終的に手持ちのカードが多かった者は罰ゲームを受ける。

### 本音を見抜いてピロロローン
- 様々な物を使って本音を見抜く力を養うゲーム。
- 挑戦者は、「落ちろ」「落ちるな」の2枚のカードから1枚引く。しかし、どちらのカードを引いても挑戦者は「押すなよ」しか言えない。この「押すなよ」が、芸人お約束の「押せ」なのか、本当に「押すな」なのか本音を読み取るゲーム。
- しっかり本音が伝われば、挑戦者にはお小遣い5万円が貰える。

### 隣の芸人の嫁の晩ご飯の鉄人
吉田が司会で行うコーナー。芸人の家に訪ね、芸人の嫁の料理を食べ、評価するコーナー（芸人は訪ねてくることを知らない）。まず、最初にチャイムを鳴らす所から始まるが、吉田は大抵偽業者になりきるのがお約束である。芸人の嫁は制限時間内に料理を作らなければならない（スタートは吉田が黄パプリカをかじる所からだが、吉田はパプリカを食べられずに吐いてしまうのがお約束となっている）。最後に吉田以外のメンバーが料理を食べ、点数をあげるが、コカドだけ低い事が多い（理由はコカドが幼少期に親の愛情を受けなかったことにより、人の料理が食べられないからである）。

## ネット局
| 放送対象地域   | 放送局                                   | 系列                                           | 放送曜日・時間                | 遅れ       |
| -------------- | ---------------------------------------- | ---------------------------------------------- | ----------------------------- | ---------- |
| 関東広域圏     | 日本テレビ（NTV） 『ピロロン学園』制作局 | 日本テレビ系列                                 | 水曜 23:58 - 翌0:53           | 同時ネット |
| 北海道         | 札幌テレビ（STV）                        | 日本テレビ系列                                 | 水曜 23:58 - 翌0:53           | 同時ネット |
| 青森県         | 青森放送（RAB）                          | 日本テレビ系列                                 | 水曜 23:58 - 翌0:53           | 同時ネット |
| 岩手県         | テレビ岩手（TVI）                        | 日本テレビ系列                                 | 水曜 23:58 - 翌0:53           | 同時ネット |
| 宮城県         | ミヤギテレビ（MMT）                      | 日本テレビ系列                                 | 水曜 23:58 - 翌0:53           | 同時ネット |
| 秋田県         | 秋田放送（ABS）                          | 日本テレビ系列                                 | 水曜 23:58 - 翌0:53           | 同時ネット |
| 山形県         | 山形放送（YBC）                          | 日本テレビ系列                                 | 水曜 23:58 - 翌0:53           | 同時ネット |
| 福島県         | 福島中央テレビ（FCT）                    | 日本テレビ系列                                 | 水曜 23:58 - 翌0:53           | 同時ネット |
| 山梨県         | 山梨放送（YBS）                          | 日本テレビ系列                                 | 水曜 23:58 - 翌0:53           | 同時ネット |
| 新潟県         | テレビ新潟（TeNY）                       | 日本テレビ系列                                 | 水曜 23:58 - 翌0:53           | 同時ネット |
| 長野県         | テレビ信州（TSB）                        | 日本テレビ系列                                 | 水曜 23:58 - 翌0:53           | 同時ネット |
| 静岡県         | 静岡第一テレビ（SDT）                    | 日本テレビ系列                                 | 水曜 23:58 - 翌0:53           | 同時ネット |
| 富山県         | 北日本放送（KNB）                        | 日本テレビ系列                                 | 水曜 23:58 - 翌0:53           | 同時ネット |
| 石川県         | テレビ金沢（KTK）                        | 日本テレビ系列                                 | 水曜 23:58 - 翌0:53           | 同時ネット |
| 福井県         | 福井放送（FBC）                          | 日本テレビ系列／テレビ朝日系列                 | 水曜 23:58 - 翌0:53           | 同時ネット |
| 近畿広域圏     | 読売テレビ（ytv）                        | 日本テレビ系列                                 | 水曜 23:58 - 翌0:53           | 同時ネット |
| 鳥取県・島根県 | 日本海テレビ（NKT）                      | 日本テレビ系列                                 | 水曜 23:58 - 翌0:53           | 同時ネット |
| 広島県         | 広島テレビ（HTV）                        | 日本テレビ系列                                 | 水曜 23:58 - 翌0:53           | 同時ネット |
| 山口県         | 山口放送（KRY）                          | 日本テレビ系列                                 | 水曜 23:58 - 翌0:53           | 同時ネット |
| 徳島県         | 四国放送（JRT）                          | 日本テレビ系列                                 | 水曜 23:58 - 翌0:53           | 同時ネット |
| 香川県・岡山県 | 西日本放送（RNC）                        | 日本テレビ系列                                 | 水曜 23:58 - 翌0:53           | 同時ネット |
| 愛媛県         | 南海放送（RNB）                          | 日本テレビ系列                                 | 水曜 23:58 - 翌0:53           | 同時ネット |
| 高知県         | 高知放送（RKC）                          | 日本テレビ系列                                 | 水曜 23:58 - 翌0:53           | 同時ネット |
| 福岡県         | 福岡放送（FBS）                          | 日本テレビ系列                                 | 水曜 23:58 - 翌0:53           | 同時ネット |
| 長崎県         | 長崎国際テレビ（NIB）                    | 日本テレビ系列                                 | 水曜 23:58 - 翌0:53           | 同時ネット |
| 熊本県         | くまもと県民テレビ（KKT）                | 日本テレビ系列                                 | 水曜 23:58 - 翌0:53           | 同時ネット |
| 大分県         | テレビ大分（TOS）                        | 日本テレビ系列／フジテレビ系列                 | 水曜 23:58 - 翌0:53           | 同時ネット |
| 宮崎県         | テレビ宮崎（UMK）                        | フジテレビ系列／日本テレビ系列／テレビ朝日系列 | 水曜 23:58 - 翌0:53           | 同時ネット |
| 鹿児島県       | 鹿児島読売テレビ（KYT）                  | 日本テレビ系列                                 | 水曜 23:58 - 翌0:53           | 同時ネット |
| 中京広域圏     | 中京テレビ（CTV）                        | 日本テレビ系列                                 | 木曜 0:58 - 1:53 （水曜深夜） | 1時間遅れ  |

## スタッフ
- ナレーター：佐藤政道
- 構成：塩野智章、西田哲也、久保貴義、八代丈寛、松林健、ゴージャス染谷、友野英俊
- TM：石塚功
- TD：林洋介
- CAM：原島伸光、藤沼大輔
- AUD：木村宏志
- VE：三崎美貴、佐藤大心
- 技術：NiTRo
- ロケ技術：八峯テレビ
- 照明：大矢晃、帯金貴子、KYORITZ
- 美術：山本澄子
- デザイン：北村春美
- EED：谷崎健一（ALL VISION）
- MA：荒川望、本橋純一（ALL VISION）
- TK：井崎綾子
- 音効：村松聡→高橋直幹
- メイク：奥松かつら
- 宣伝：角田久美子
- 制作協力：吉本興業、オフィスぼくら
- ディレクター：宇佐美卓也、小林智武、但木洋光、栗原大祐、水嶋陽、奥陽介、小倉弘正
- 演出：塚田秋春、大岡慎介
- プロデューサー：小林宏充、野中雅弘→織田直也、本間正幸
- 演出・プロデューサー：大友有一
- チーフプロデューサー：大野彰作
- 製作著作：日本テレビ